# Agelenopsis kastoni
Agelenopsis kastoni är en spindelart som beskrevs av Chamberlin och Ivie 1941. Agelenopsis kastoni ingår i släktet Agelenopsis och familjen trattspindlar. Inga underarter finns listade i Catalogue of Life.